# Johann Wellmann
Johann Wellmann (* 23. August 1874 in Süderschwei in der Gemeinde Stadland; † 22. März 1932 in Bremen) war ein deutscher Schmied sowie Bremer Bürgerschaftsabgeordneter und Senator (SPD).

## Biografie

### Familie, Ausbildung und Beruf
Wellmann besuchte die Volksschule und erlernte den Beruf eines Schmiedes. Er arbeitete später als  Werkmeister in der Bremer Zementindustrie und von 1908 bis 1911 als Gastwirt in Bremen sowie von 1911 bis 1916 als Parteisekretär. 1919 gründete er die Spar-Zentrale in Bremen, die er bis 1932 (†) leitete.

### Politik
Wellmann wurde 1893 Mitglied der SPD und war in der Gewerkschaft. Von 1906 bis 1910 war er Mitglied des SPD-Vorstands in Bremen. Von  1906 bis 1932 (†) trat er als Firmenträger der Bremer Parteidruckerei auf. Von 1911 bis 1916 agierte er als Parteisekretär in Bremen. Er besuchte von 1912 bis 1913 die zentrale SPD-Parteischule in Berlin. Von 1915 bis 1916 war er auch Mitglied des zentralen SPD-Parteiausschusses in Berlin.
Er war von 1908 bis 1918 Mitglied der Bremischen Bürgerschaft. Nach dem Ersten Weltkrieg war er 1919/1920 Mitglied in der verfassunggebenden Bremer Nationalversammlung sowie von 1920 bis 1923 wieder Bürgerschaftsabgeordneter. Vom April 1919 bis zum Juli 1920 war er Bremer Senator im Senat unter Karl Deichmann (SPD).